# Heinz Bonfadelli
Heinz Hans Rudolf Bonfadelli (* 7. Juni 1949 in Zürich; heimatberechtigt in Kloten) ist ein Schweizer Kommunikations- und Medienwissenschaftler.

## Leben
Bonfadelli studierte Sozialpsychologie, Soziologie und Publizistikwissenschaft an der Universität Zürich und wurde 1980 bei Ulrich Saxer promoviert. Danach absolvierte er einen Forschungsaufenthalt am Department of Communication der Stanford University. 1992 wurde er in Zürich für Publizistikwissenschaft habilitiert. 1994 ernannte ihn die Universität Zürich zum ausserordentlichen und 2000 zum ordentlichen Professor für Publizistikwissenschaft. 2015 wurde er emeritiert. Seine Nachfolgerin wird zum 1. August 2016 die ungarisch-US-amerikanische Soziologin und Medienwissenschaftlerin Eszter Hargittai.
Seine Forschungsschwerpunkte sind Mediennutzung von Jugendlichen, Medienwirkungsforschung, Gewalt im Fernsehen und Publikumsforschung.
Bonfadellis verbreitetste Schriften sind Medienwirkungsforschung (1999), Einführung in die Publizistikwissenschaft (2001) und Medien und Migration: Europa als multikultureller Raum? (2007).

## Schriften (Auswahl)
- Die Wissenskluftperspektive: Massenmedien und gesellschaftliche Information. UVK-Medien Ölschläger, Konstanz 1994, ISBN 978-3-88295-195-0.
- Medienwirkungsforschung. UVK, Konstanz 1999/2000; 4., 5. & 6. Auflage, mit Thomas N. Friemel;
- hrsg. mit Otfried Jarren: Einführung in die Publizistikwissenschaft. Haupt, Bern 2001; 3. Auflage, mit Otfried Jarren und Gabriele Siegert, 2010.
- Medieninhaltsforschung. UVK, Konstanz 2002.
- mit Thomas N. Friemel Kommunikationskampagnen im Gesundheitsbereich: Grundlagen und Anwendungen. UVK, Konstanz 2010; 2. Auflage, ISBN 978-3-86764-260-6.